# Riforma agraria
La riforma agraria è una ristrutturazione dei mezzi di produzione agricola, in particolare del suolo. Spesso, con questa definizione, si intende una redistribuzione della proprietà delle terre coltivabili attraverso un'espropriazione forzata, indennizzata o no, che l'amministrazione compie nei confronti dei beni posseduti da grandi proprietari, per una successiva redistribuzione gratuita, o a prezzo agevolato, in favore dei coltivatori privi di proprietà.
Nella storia ci sono state numerose riforme agrarie, spesso dovute a rivoluzioni o rivendicazioni violente da parte della classe contadina.

## Obiettivi
La riforma agraria ha la duplice finalità di redistribuire più equamente la terra migliorandone al tempo stesso la produttività. Nel redistribuire la terra dai grandi proprietari - tra i quali vi può anche essere lo stato - verso i piccoli proprietari, si favorisce una più equa distribuzione del reddito. Inoltre, eliminando le zone scarsamente produttive del latifondo, si cerca di aumentare la produttività della terra delle zone riformate. Allo stesso tempo, è possibile modificarne i prodotti o le tecniche, se le terre espropriate sono sì produttive ma utilizzate male. Perciò, agli obiettivi di equità si è soliti associare obiettivi di miglioramento qualitativo e quantitativo nello sfruttamento della terra.

## La riforma agraria nei diversi stati

### Cina
In Cina la riforma agraria fu realizzata sotto forma di collettivizzazione forzata della terra durante l'ultima fase della guerra civile cinese ed i primi anni dell'odierna Repubblica Popolare Cinese, in pieno periodo maoista. Prevedeva l'omicidio di massa dei proprietari terrieri (sia grandi che medi e piccoli) da parte degli inquilini e la redistribuzione della terra ai contadini e causò un numero di vittime stimabile da diverse centinaia di migliaia a diversi milioni.

### India
Nel 1951 in India fu avviata una riforma agraria su base volontaria. Il filosofo e attivista Vinoba Bhave riuscì infatti a persuadere diversi proprietari terrieri benestanti a donare volontariamente una certa percentuale dei propri terreni alla persone appartenenti alle caste inferiori. L'esperimento creò un clima più favorevole per le persone prive di terra.

### Italia
In Italia la riforma agraria costituì un problema secolare, in particolar modo nel Meridione. Nonostante le diverse manovre di redistribuzione demaniale nel sud della penisola, dalla prammatica De administratione Universitatum (1792) di Ferdinando I di Borbone alle leggi eversive della feudalità (1806-1808) di Giuseppe Bonaparte, la questione demaniale rimase sostanzialmente insoluta, soprattutto a causa della strenua opposizione dei grandi proprietari terrieri, non intenzionati a perdere i propri privilegi e a permettere l'emancipazione del ceto contadino. Anche con l'unità d'Italia, nonostante le promesse di una redistribuzione delle terre, il problema rimase irrisolto. La borghesia, fino al 1860 fedele alla dinastia borbonica, aveva infatti partecipato attivamente al moto unitario pur di non perdere il proprio prestigio, e sottrarle le proprietà avrebbe significato per il Regno italiano guadagnarsi la sua inimicizia. La mancata lottizzazione è da annoverarsi fra le cause del fenomeno del brigantaggio postunitario.
Il regime fascista tentò di attuare, all'interno della battaglia del grano, una riforma detta sbracciantizzazione, avente come obiettivo la diminuzione del numero di braccianti giornalieri a favore di mezzadri, affittuari e coloni per sviluppare le piccole e medie proprietà terriere. Il fine ultimo era l'autosufficienza nazionale nella produzione di frumento.

#### La legge del 1950
Una prima vera e propria riforma agraria venne attuata con l'avvento della Repubblica. Il parlamento italiano varò nel 1950 una legge in tal senso, la legge stralcio n. 841 del 21 ottobre 1950.
Il provvedimento, finanziato in parte dai fondi del Piano Marshall lanciato dagli Stati Uniti nel 1947, ma anche ostacolato da esponenti conservatori dell'amministrazione americana fu secondo alcuni studiosi la più importante riforma dell'intero secondo dopoguerra. La riforma proponeva, tramite l'esproprio coatto, la distribuzione delle terre ai braccianti agricoli, rendendoli così piccoli imprenditori e non più sottomessi al grande latifondista. Se per certi versi la riforma ebbe questo benefico risultato, per altri ridusse in maniera notevole la dimensione delle aziende agricole, togliendo di fatto ogni possibilità di trasformarle in veicoli imprenditoriali avanzati. Questo elemento negativo venne però attenuato e in alcuni casi eliminato da forme di cooperazione. Sorsero infatti le cooperative agricole che, programmando le produzioni e centralizzando la vendita dei prodotti, diedero all'agricoltura quel carattere imprenditoriale che era venuto meno con la divisione delle terre.
Si ebbe una migliore resa delle colture che da estensive diventarono intensive e quindi un migliore sfruttamento delle superfici utilizzate. Il lavoro agricolo che era stato fino ad allora poco remunerativo anche se molto pesante, cominciò a dare i suoi frutti. In seguito allo sviluppo dell'industria, l'agricoltura finì col divenire un settore marginale dell'economia, ma a seguito della messa a punto di moderne tecniche di coltivazione, essa vide moltiplicarsi il reddito prodotto per ettaro coltivato e quindi la redditività del lavoro.

#### Abruzzo
Con il prosciugamento del lago Fucino effettuato in Abruzzo nella seconda metà del XIX secolo, il banchiere Alessandro Torlonia divenne proprietario per cento anni di 16.507 ettari di terreni bonificati. Le difficili condizioni socio-economiche in cui si trovarono gli agricoltori, in particolare i braccianti, furono descritte in Fontamara dallo scrittore Ignazio Silone; successivamente alle lotte contadine del secondo dopoguerra e ai cosiddetti scioperi alla rovescia e pochi mesi dopo l'eccidio di Celano arrivò il 21 ottobre 1950 il varo della riforma agraria (con provvedimento noto anche come legge Stralcio). Grazie alla legge nazionale, attuata nel 1951, avvenne l'espropriazione dei terreni del Fucino ai danni dei Torlonia in favore degli agricoltori diretti che dopo anni di lotte contadine diventarono proprietari di oltre 8 500 quote. Nel contempo la gestione delle opere di bonifica fu affidata il 28 febbraio 1951 al neocostituito Ente per la colonizzazione della Maremma Tosco-Laziale e del territorio del Fucino, da cui si separò nel 1954 l'Ente per la valorizzazione del Fucino, noto semplicemente come Ente Fucino.

#### Basilicata
In Basilicata, terminata la seconda guerra mondiale, ci fu una fase di lotte dei braccianti, dei mezzadri e dei contadini che occupavano molti terreni dei latifondisti scatenando dei conflitti a fuoco. In particolare le rivendicazioni furono molto forti nel Pollino e nel materano (dove le condizioni dei contadini e dei pastori erano disumane). Gli episodi più clamorosi furono l'eccidio di Melfi nel 1949 e l'assassinio di Giuseppe Novello il 14 dicembre 1949 a Montescaglioso.
Anche il governo centrista divenne allora favorevole ad una riforma agraria, fortemente richiesta dalla sinistra, ma diventata ormai per molti aspetti anacronistica. Lo strumento operativo fu l'O.V.P. (Opera Valorizzazione Pollino) un ente che era già stato costituito nel 1947. Nel complesso furono espropriati 75.000 ettari di terreno, distribuiti poi in 11.557 poderi, che si mostrarono ben presto troppo piccoli per giustificarsi economicamente. La zona fu poi interessata da una massiccia emigrazione, non solo verso l'Italia settentrionale, ma anche verso la Svizzera e la Germania. La riforma fondiaria in Pollino si dimostrò sotto alcuni punti di vista un fallimento.

#### Emilia
In Emilia la lotta agraria coincise in buona parte con la rivendicazione da parte dei mezzadri di nuovi patti agrari e assunse forme di particolare violenza soprattutto nel Triangolo rosso.

#### Puglia
In Puglia la riforma agraria non trovò una sua diretta applicazione, visto che quando stava per essere approvata definitivamente, la legge stralcio non menzionava nessuna località della Puglia e specie del Salento. Fu allora che nella provincia di Lecce nacque una mobilitazione popolare e politica per l'allargamento della legge anche al territorio di Arneo di proprietà di alcuni latifondisti come il barone Tamborino.
Queste agitazioni popolari si ricordano come l'occupazione dell'Arneo che fra il 1947 e il 1951 toccarono il loro apice. Alla fine anche il Salento e la Puglia rientrarono nel progetto politico della legge Segni.

#### Sicilia
Alla fine del XIX secolo l'isola fu scossa dalle rivendicazioni dei fasci siciliani, organizzazione proletaria di protesta che chiedeva riforme economiche, tra cui quella agraria. Tale movimento fu represso nel sangue dal governo Crispi III. 

Nel secondo dopoguerra fu la prima regione in cui si sviluppò movimento di lotta contadino. Dall'autunno del 1944, i coltivatori dell'isola si ribellarono alla mancata attuazione dei cosiddetti decreti Gullo, dal nome del ministro dell'agricoltura del governo Badoglio II Fausto Gullo, che li emanò ad ottobre di quell'anno, che deliberavano la concessione delle terre incolte e malcoltivate ai contadini, la modifica dei contratti agrari, le procedure dello scioglimento degli usi civici e la quotizzazione dei demani. Questi rivoluzionari decreti erano boicottati con cavilli giuridici o con prove di forza dai latifondisti, che non volevano rinunciare ai loro secolari privilegi, provocando la ribellione dei contadini. Le agitazioni per l'applicazione dei decreti Gullo durarono fino al 1946 e innescarono un processo politico che portò alle riforme agrarie sia in Sicilia (Regione a Statuto Speciale che legifera in modo autonomo) che nel resto del Paese.

### Venezuela
Secondo alcune fonti, prima del 1998, circa il 60% delle terre venezuelane era nelle mani di meno dell'1% della popolazione. Nel 2001 il governo di Hugo Chávez emanò il cosiddetto Piano Zamora per redistribuire la terra privata e governativa incolta ai contadini bisognosi.
Il piano incontrò un'opposizione ferma, che portò al colpo di stato del 2002. Quando Pedro Carmona assunse la presidenza durante la manifestazione, abolì la riforma agraria. Ciononostante, il colpo di stato fu dichiarato nullo e Chávez ritornò al potere. Alla fine del 2003, 60.000 famiglie avevano ricevuto un titolo temporaneo per un totale di 55.000 km² di terra grazie a questo piano.
Nonostante le riforme agrarie realizzate dal governo, il quale, secondo alcune fonti, avrebbe ridotto i cosiddetti latifundios, molti di quelli che avevano ricevuto la terra non avevano nessuna competenza nel settore agricolo. In molti casi i contadini non ricevevano neanche l'acqua, dal momento che non vi erano ancora infrastrutture idrauliche in molte regioni.
Inoltre, in molti casi, i campesitos non divenivano proprietari della terra ricevuta, ma avevano solo il diritto di coltivarla gratuitamente e senza conseguenze penali da parte del governo, e in molti casi la terra non veniva assegnata alle singole famiglie contadine, ma gestita nelle "comuni", concordemente ai dettami del socialismo. Secondo alcune fonti, le terre espropriate ammonterebbero a 4-5 milioni di ettari.
I problemi di cui sopra, insieme a una cattiva gestione da parte del governo delle imprese private e l'assenza del libero mercato, hanno portato a una lunga crisi ancora in corso.